# Albategnius (krater księżycowy)

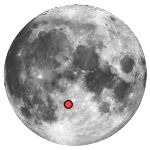
Położenie krateru na tarczy Księżyca

Albategnius (łac. nazwisko muzułmańskiego uczonego al Battani z IX wieku) – krater uderzeniowy, położony pośrodku widocznej z Ziemi strony Księżyca. Jego ściany zewnętrzne przypominają kształt sześciokąta. Pierścień wokół krateru jest przerwany po stronie południowo-zachodniej przez mniejszy krater Klein.
Albategnius leży na południe od krateru Hipparchus, oraz na wschód od kraterów Ptolemeusz i Alphonsus. Powierzchnia w tym obszarze charakteryzuje się zbiorem blizn podobnych do formy kanałów biegnących z północy na południowy wschód.
Albategnius podobno miał zostać umieszczony na widocznym miejscu we wczesnym szkicu narysowanym przez Galileusza w jego książce Sidereus Nuncius wydanej w 1610 r.

## Satelickie kratery
| Albategnius | Szerokość | Długość | Średnica |
| ----------- | --------- | ------- | -------- |
| A           | 8,9° S    | 3,2° E  | 7 km     |
| B           | 10,0° S   | 4,0° E  | 20 km    |
| C           | 10,3° S   | 3,7° E  | 6 km     |
| D           | 11,3° S   | 7,1° E  | 9 km     |
| E           | 12,9° S   | 6,4° E  | 14 km    |
| G           | 9,4° S    | 1,9° E  | 15 km    |
| H           | 9,7° S    | 5,2° E  | 11 km    |
| J           | 11,1° S   | 6,2° E  | 7 km     |
| K           | 9,9° S    | 2,0° E  | 10 km    |
| L           | 12,1° S   | 6,3° E  | 8 km     |
| M           | 8,9° S    | 4,2° E  | 9 km     |
| N           | 9,8° S    | 4,5° E  | 9 km     |
| O           | 13,2° S   | 4,2° E  | 5 km     |
| P           | 12,9° S   | 4,5° E  | 5 km     |
| S           | 13,3° S   | 6,1° E  | 6 km     |
| T           | 12,6° S   | 6,1° E  | 9 km     |